# Scott Phillips (musicien)
Thomas Scott Phillips est né le 22 février 1973 à Valdosta, en Géorgie. Il est le batteur et le cofondateur des groupes Alter Bridge et Creed. Phillips a grandi à Madison en Floride. Il a commencé à jouer dans un groupe appelé de Crosscut  à 18 ans. En 2004, il rejoint Alter Bridge avec les autres membres Creed. C'est un batteur autodidacte; il a également joué du piano et du saxophone. Phillips a joué de la batterie et du clavier sur l'album de Creed paru en 2001 : Weathered. Il vit maintenant en Floride centrale avec sa femme April et leur fille Cadence.

## Influences
Phillips cite les batteurs suivants comme ses influences: Will Calhoun (Living Colour), Matt Cameron (Soundgarden/Pearl Jam), Lars Ulrich (Metallica), John Bonham (Led Zeppelin), Morgan Rose (Sevendust), and Neil Peart (Rush). Ses groupes favoris sont: Living Colour, Tool, Pink Floyd, Led Zeppelin and Rush et ses albums favoris sont: Time's Up (Living Colour), The Dark Side of the Moon and The Wall (Pink Floyd), Led Zeppelin IV (Led Zeppelin), and Superunknown (Soundgarden).

## Discographie
Avec Creed
- (1997) My Own Prison (Wind-Up Records)
- (1999) Human Clay (Wind-Up Records)
- (2001) Weathered (Wind-Up Records)
- (2009) Full Circle (Wind-Up Records)
- (2009) Creed Live (Wind-Up Records)

Avec Alter Bridge
- One Day Remains (2004)
- Blackbird (2007)
- Live from Amsterdam (2009)
- AB III (2010)
- Fortress (2013)